# Rashaan Salaam
Rashaan Iman Salaam (* 8. Oktober 1974 in San Diego, Kalifornien; † 5. Dezember 2016 in Boulder, Colorado) war ein US-amerikanischer American-Football-Spieler auf der Position des Runningbacks. Zwischen 1995 und 1999 spielte er für die Chicago Bears und die Cleveland Browns in der National Football League (NFL).

## Frühe Jahre
Salaam ging in seiner Geburtsstadt San Diego auf die Highschool. Später besuchte er die University of Colorado. 1994 wurde er unter anderem mit der Heisman Trophy ausgezeichnet.

## Karriere
Salaam wurde im NFL Draft 1995 in der ersten Runde an 21. Stelle von den Chicago Bears ausgewählt. In seinem ersten NFL-Jahr erlief er 1.074 Yards und zehn Touchdowns. Auf Grund von Verletzungen, häufigen Fumbles und dem Konsum von Marihuana blieb er nur drei Jahre bei den Bears. Vor der Saison 1998 wurde Salaam zu den Miami Dolphins getraded, der Trade kam jedoch nicht zustande, da er den Medizincheck nicht bestanden hatte. Zur Saison 1999 unterschrieb er einen Vertrag bei den Cleveland Browns, für die er jedoch nur zwei Spiele absolvierte. Noch während der Saison wechselte er zu den Green Bay Packers und danach zu den Oakland Raiders, welche ihn beide jedoch nie einsetzten.
2001 unterschrieb er einen Vertrag bei den Memphis Maniax in die neu gegründete XFL. Hier beendete er die Saison nach einer Verletzung mit 528 Yards Raumgewinn.
Salaam unternahm noch einen Versuch in der NFL, wurde jedoch von den San Francisco 49ers noch vor der Saison entlassen.
Vor der Saison 2004 unterschrieb er einen Vertrag bei den Toronto Argonauts in der CFL, auch hier wurde er vor der Saison entlassen. Somit musste er zwangsläufig seine Karriere beenden.

## Tod
Am 5. Dezember 2016 wurde Salaam tot in einem Park in Boulder, Colorado, aufgefunden. Die Todesursache war ein Kopfschuss, welchen er sich selbst zugefügt hatte. In seinem Blut wurden Alkohol und THC festgestellt.